# Ага Мохаммед Хан Каджар

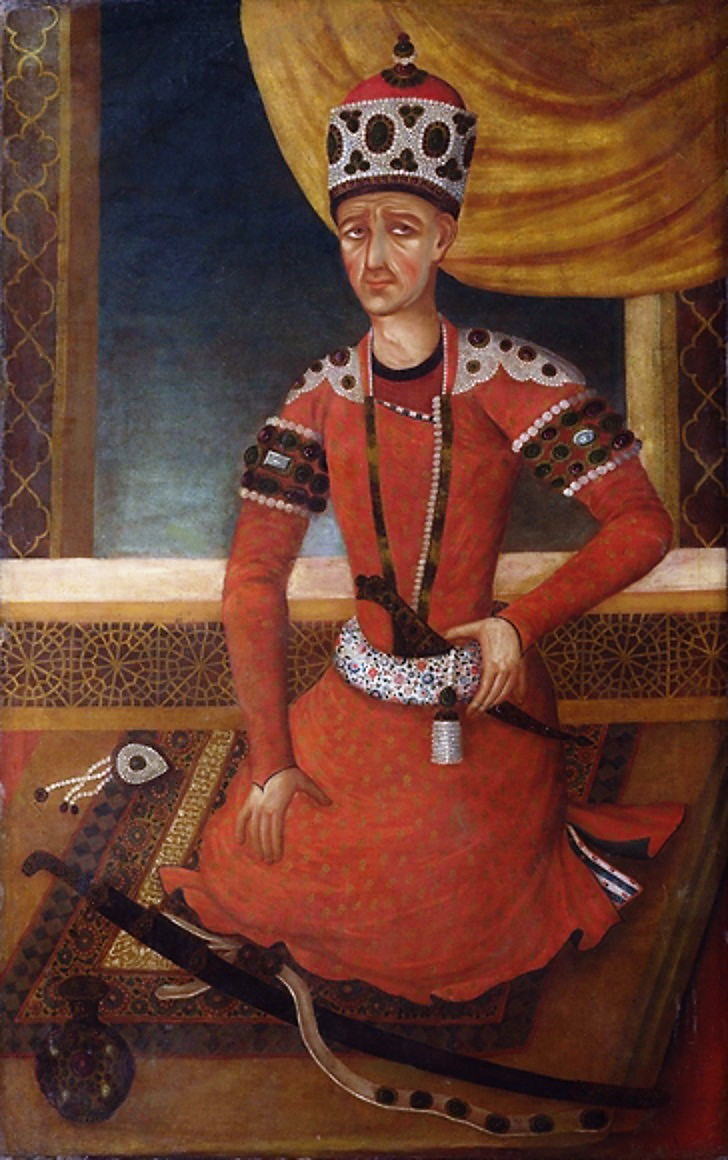

Ага́ Мохамме́д хан Каджа́р (1742, Ґорґан, Персія — 17 червня 1797, Шуші, Карабаське ханство) — 27-й шах Ірану з 1796, засновник династії Каджарів в Персії. З середини 1780-х очолив боротьбу каджарів проти зандів, яка під кінець 1794 завершилася перемогою каджарів. Підкорив своїй владі майже весь Іран. Відрізнявся надзвичайною жорстокістю в розправах над супротивниками та в придушенні народних повстань проти каджарів. В 1795 році здійснив похід в Грузію — спустошив країну та розграбував Тбілісі. Повернувшись із Грузії коронувався шахом Ірану. Під час свого другого набігу на Грузію був убитий в Шуші власними слугами.

## Життєпис
Належав до кизилбаського племені каджарів плем'яного союзу баят огузів. Онук Фатх-Алі-хана, правителя Астарабаду. Старший син Мохаммед Гасан-хана, вождя астрабадських і гянджийських каджарів і клану кованлу («погоничів баранів»), та Джіран-ханум, доньки Іскандер-хана Кованлу. Народився в Астарабаді близько 1742 року, отримавши ім'я Мохаммед. Невдовзі батько вимушен був тікати від Мухаммада Гусейн-хана, вождя клану довалу («погоничі верблюдів») до туркменів-йомудів. Мохаммед разом з матірю мешкав в Астарабаді у Сайїда Муфіда.
1747 року батько зумів захопити Астарабад. Але перський правитель Аділь-шах знову вигнав Мохаммед Гасан-хана з Астарабаду, при цьому захопивши у полон молодого Мохаммеда. Останнього було кастровано, внаслідок чого він отримав додаток до ім'я «Ага», яке зазвичай набували євнухи,  які служили при дворі монарха. 
Наступні 10 років Ага-Мохаммед перебував при дворі Афшаридів. 1759 року після загибелі батька новим вождем кованлу вакілем од-даулою Карім Ханом було поставлено Хусейна Кулі-хана, а Ага-Мохаммед став його помічником. При цьому вони підпорядковувалися давньому ворогові Хусейн-хану, вожду хана довалу, що став намісником Астарабаду. Невдовзі брати виступили проти останнього, після чого вимушені були тікати до тукрменів-йомудів. 1760 року вони спробували повалити Хусейн-хана, але зазнали поразки й зрештою потрапили у полон. 
Карім Хан переконав братів оголосити про складання зброї кланом кованлу. Деякий час мешкали у Тегерані. 1763 року Ага-Мохаммеда та його брата було відправлено до Шираза, де жила їхня тітка по батьківській лінії Хадіджа-бегум, яка була частиною гарему Карім Хана. Останній називав Ага Мохаммеда своїм «Піран-е Віше», маючи на увазі розумного радника міфічного шаха Афрасіаба з епосу «Шахнаме». 1777 року у сутичці з тюрками-ямутами гине його брат Хусейн-хан, перебуваючи на посаді намісника Дамгану.
У березні 1779 року, скориставшись розгардіяжем серед Зандів, що настав після смерті Карім Хана, Ага-Мохаммед втік з Ширазу до Астарабаду. тут спочатку замирився з кланом довалу. За цим вступив у боротьбу з братами Резою Кулі-ханом і Муртазою Кулі-ханом, яким вже 2 квітня завдав поразки, встановивши свою владу над кованлу. За цим було захоплено Мазандеран. Проте Муртаза Кулі-хан втік до Астарабаду, де став збирати сили. Також Ага-Мохаммеду разом з братом Джафар Кулі-хана довелося відбивати напад військ, відправлених шахом Аболь-Фатха на чолі із Махмуд-хана, який вдалося відбити. 
Але 1780 року до Мазандерану вдерся Реза Кулі-хан, що переміг й полон Ага-Мохаммеда. 1781 року інший брат Муртаза кулі-хан за підтримки туркмен-йомудів переміг Резу Кулі-хана й звільнив Ага-Мохаммеда. Останні між собою уклали союз, внаслідок чого Муртаза Кулі-хан втік до шаха Алі Мурада. За цим Ага-Мохаммед виступив проти Рези Кулі-хана, якого переміг в декількох битвах, відновивши владу над Мазандераном, після чого захопив міста захопив Куміс, Семнан, Дамган, Шахруд та Бастам. Також змусив Гедаяталлаха-хана, правителя Ґіляні. За цим оголосив про незалежність від шаха Алі Муртази. Водночас стикнувся із російськими зазіханнями: каспійська флотилія на чолі із Марком Войновичем захопили острів Ашурада. Тоді Ага-Мохаммед 26 грудня підступов захопив Войновича, якого змусив 13 січня 1782 року залишити Ашураду. Водночас було захоплено Астарабад.
Алі Мурад в свою чергу 1782 року відправив військо на чолі із двоюрідним братом Рустамом, якому Ага Мохаамад завдав поразки. Після цього відправив брата Джафар Кулі-хана, який вигнав Хедяталлах-хана, що перейшов на бік Алі Мурада, після чого захопив Рей і Казвін. Навесні 1783 року каджари спробували захопити Тегеран, але через спалах епідемії чуми вимушені були відступити. Невдовзі того ж року відбувся напад 60-тисячного війська на чолі із Шейх Увайс-ханом, сином Алі Мурада. Ворог спочатку захопив Мазандеран, де було повставлено намісником Муртазу-Кулі-хана, брата Ага-Мохаммеда. Останній втік до Астарабад, який було взято в облогу. У листопаді ворог через нестачу харчів відступив. На допомогу Ага-Мухоммеду прийшли туркмени-йомуди, які завдавали удари перським військам. Сам вождь каджарів захопив Сарі та Ашрафі в Мазандерані. 
1785 року вирішив скористатися смертю Алі Мурада, відправивши війська спочатку на захоплення Тегерану, що не вдалося. Але невдовзі каджари швидко зайняли місто Кум. Після цього у битві при Кашані війська Джафар Шаха зазнали нищівної поразки, в результаті чого Ага Мохаммед-хан 2 травня захопив та пограбував Ісфаган. В полон потрапив у гарем шаха Джафар. За цим Ага-Мохаммед відправив війська для підкорення племені бахтіар, але невдало. 2 листопада вдалося підкорити Тегеран, а невдовзі й Гамадан. 12 березня 1786 року Ага Мохаммед зробив Тегеран своєю столицею.
Але шах Джафар в цей момент відвоював Ісфаган (хоча цитадель Табрак трималася чотири місяці), проте каджарські залоги в Кумі, гамадані та Кашані відбили ворожі напади. Втім 1787 року Ага Мохаммед відвоював Ісфаган. Але вимушен був придушувати повстання в Зенджані на півночі своїх володінь, а потім відбивати напад зведеного брата Муртази Кулі-хана, що за допомогою російської флотилії захопив Ґілян. Швидко переміг останнього, який втік до Російської імперії. Також Ага Мохаммед-хан наказав задушити матір Муртази Кули-хана.  
Після вирішення цього питання остаточно здолав Хедаяталлах-хан, захопивши Ґілян. 1788 року Такі-хан, правитель Єзда, захопив Ісфаган. Але Ага Мохаммед змусив того визнати свою зверхність, втім залишив Ісфаган за Такі-ханом. Того ж року спробував захопити Шираз, але зазнав невдачі. Після цього відняв в такі-хана Ісфаган, що передав братові Алі Кулі-хану. Вже 20 жовтня 1788 року останній зазнав поразок від шаха Джафара, що відвоював Ісфаган. Втім вже через місяць Ага Мохаммед вчергове захопив це місто. 
1789 року оголосив себе шахом, призначивши спадкоємцем небожа Баба-хана. Вже 25 червня 1789 року завдав поразки Лотфі Алі, який відступив до Ширазу, невдала облога якого тривала до 7 вересня. 1790 року Ага Мохаммед зумів змусити Біхба-хана, сердара Фарсу, визнати свою владу. Того ж року наказав стратити брата Джафар кулі-хана, що висловив незгоду з рішенням призначити спадкоємцем Баба-хана. 
1791 року розпочав похід на Кавказ. Спочатку змусив визнати свою зверхність талиського хана Мір-Мустафу. після цього переміг сарабського хана Садіка Шакакі, у якого відняв Тебриз. Наступним кроком стала перемога над ардабільським ханом Назар-Алі Шахсеваном. Після зайхоплення Карадагу передав хойське ханство і Тебриз Хусейн-Кулі з клану донболі. В цей час до Ага Мохаммеда прибув посол від Хаджі-Ібрагіма, калантара (намісника) Ширазу, що зхаопив там владу і вигнав шаха Лотфі Алі. Калантар просив про визнання своєї влада, що негайно отримав. 
Але боротьба за Шираз продовжилася. Наприкінці того ж року Лотфі Алі двічі переміг каджарів на чолі із Мустафою Кулі-ханом, який прийшов на запрошення Хаджі-Ібрагіма. У вирішальній битві біля руїн Персеполя 5 червня 1792 року в перший день Лотфі Алі переміг Ага Мохаммед-хана, проте допустив прорахунок, не дозволивши зайняти ворожий табір, вважаючи ворога переможеним. Втім Ага Мохаммед-хан в цей час перебував в таборі. Наступного дня він перегрупував свої війська й завдав поразки Лотфі Алі Шаху. Родину Лотфі Алі було відправлено до Тегерану. У липні відправив війська на підкорення Війська були направлені до Кермана, Сістану та Баму. 
Протягом 1792—1793 років сардари Ага-Могаммеда в Єзді та Бамі вимушені були відбивати напади Лотфі Алі. Останній 30 березня 1794 року захопив Керман. Ага Мохаммед 14 травня особисто взяв місто в облогу. Розгніваний спротивом Ага Мохаммед-хан наказав каструвати старшого сина Лотфі Алі — Фатуллах-хана. Лише внаслідок зради каджари 24 жовтня змогли увірватися до міста, де протягом 3 годин війська Зандів чинили спротив, а Лотфі Алі зрештою змін прорватися з Кермана та рушити до Баму. Ага Мохаммед-хан, намагаючись залякати усіх можливих прихильників Зандів, наказав зруйнувати Керман, чоловіків вбити або засліпити (20 тис і 7 тис. відповідно), жінок і дітей було продано у рабство. Невдовзі Лотфі Алі потрапив у полон, його було відправлено до Тегерану, де за наказом Ага Мохаммед-хана було засліплено, а потім 3 години катували, дпоки той не помер. 
У серпні 1795 року на чолі 70-тисячної армії вдерся до Кавказу. 9 липня захопив Шушу в Карабаху. Водночас його війська відправлені проти Гянджі та Ерівані підкорили місцевих ханів Джавад-хана Каджара і Мохаммед-хана Каджара відповідно. Швидко було підкорено весь Ширван. Потім шах виступив проти Іраклія II, царя Картлі і Кахетії, що уклав союз з Російською імперією, яку ще з 1780-х років Ага Мохаммед-хан розглядав як ворога і суперника на Кавказі. Імператриця Катерина II вагалася стосовно відкрито вступу у війну з Персією. Цим скористався Ага Мохаммед-хан, що 8—11 вересня у битві при Крцанісі завдав поразки Іраклію II та його союзнику — імеретинському цареві Соломону II. 12 вересня Ага Мохаммед шах захопив та пограбував Тбілісі.
1796 року в Муганському степу провів урочисту церемонію сходження на трон і оголосив себе шахиншахом. За цим рушив до Астарабаду, який захопили туркмени-йомуди. Вигнав тих з регіону. Потім швидко підкорив Хорасан, захопивши у полон Шахрох Шаха і опанувавши ключовим містом Мешхед. Отримав від Шахроха усі скарби, але вирішив, що той частину приховав. Тому Ага Мохаммед особисто катував Шахрох Шаха, від чого той незабаром помер.
В цей час довідався про наступ російської армії на чолі із Валеріаном Зубовим, що захопив Дербент, Кубу і Баку. 1797 року Ага Мохаммед-хан знову вдерся до Карабаху. Тут біля Шуши він наказав стратити своїх слуг Садіка Гурджі та Ходадада Ісфагані, але на прохання сарабського хана Садіка шакакі відтермінував страту до наступного дня. Але вночі Саді Гурджі і Ходадад Ісфагані, до яких доєднався Аббас Мазандерані, зарізали шахинашаха. Невдовзі трон зайняв його небіж баба-хан, відомий як Фатх-Алі.